# Porozumienie pokojowe z Ochrydy
Porozumienie pokojowe z Ochrydy – porozumienie zawarte 13 sierpnia 2001 roku między rządem macedońskim i albańską mniejszością, kończące konflikt w Tetowie.
Pierwsze negocjacje podjęto w dniach 15–20 czerwca, jednak nie osiągnięto wówczas porozumienia. 24 czerwca Javier Solana (hiszpański polityk i przedstawiciel Unii Europejskiej ds. polityki zagranicznej i bezpieczeństwa) wynegocjował zawieszenie broni, kolejny rozejm ogłoszono 5 lipca. Negocjacje w Ochrydzie rozpoczęły się 28 lipca i zakończyły 13 sierpnia. Dopiero po zawarciu pokoju ostatecznie wygasły walki.
Warunki porozumienia:
- język albański uzyskał status języka urzędowego w administracji państwowej oraz w gminach, w których ponad 20% populacji stanowi ludność albańska
- Albańczycy zostali uznani za naród równorzędny z Macedończykami
- szkolnictwo wyższe w języku albańskim uzyskało finansowanie z budżetu państwa
- w strukturach policji, urzędów, wojska i administracji rządowej wprowadzono parytety odzwierciedlające skład etniczny Macedonii
- równouprawnienie prawosławia, islamu i katolicyzmu
- rozszerzenie prerogatyw władz lokalnych

Większość punktów porozumienia zaczęto wprowadzać wkrótce po zawarciu traktatu. Jedynie albański Państwowy Uniwersytet w Tetowie został zalegalizowany dopiero w 2004 roku. W tym samym roku przeprowadzono referendum dotyczące projektu nowego podziału administracyjnego, który zakładał powstanie 81 gmin, z czego 25 z językiem albańskim jako urzędowym.